# Praktik
Praktik, begrebet kommer af latin, practica, der betyder udøvelse eller fremgangsmåde. 

## Praktik og teori
Praktik angår praktisk virksomhed i form af at handle, at gøre eller øve noget, og en praktiker ses ofte som modstillet en teoretiker. Forestillingen er, at hvor praktikeren fysisk og konkret gør noget, det vil sige forarbejder verden manuelt, da forarbejder teoretikeren verden i tankerne. Eksempler på praktikere er pædagogen i børnehaven, som opdrager og leger med børnene, sygeplejersken på hospitalet skifter forbinding på patienterne, – mens teoretikeren tænker, taler og skriver om børns udvikling, læring eller patientpleje. I denne forbindelse gør praktikeren naturligvis tanker om sine handlinger og teoretikeren er et menneske, som bestiller andet end blot at sidder på en stol og tænke. 

## Rammer for og i praktikuddannelse
Praktik som undervisningsform er en slags modsætning eller alternativ til umiddelbare opfattelser af undervisning i klasseværelset. 
Det vigtigste kendetegn for praktikuddannelse er, at uddannelsen foregår på en arbejdsplads. Undervisningsinstitutionen er sekundært for uddannelsen.

## Praktik på mikroplan
Praktik som arbejde omfatter til forskel fra teoretisk arbejde, at der er en handletvang, noget må gøres her og nu. Det er ikke kun i analytisk henseende, det kræves også af fx den pædagogstuderende, at vedkommende reagerer på børnene på en vis måde. Det accepteres fx ikke, at en studerende blot er observatør og studerer praksis – vedkommende skal udføre praksis. 

## Mennesker som læremestre
Praktikuddanelse indebærer at lære via andre mennesker. De studerende lærer primært via kroppen og sekundært via bevidstheden, og den viden formidles fra såvel officielle som uofficielle læremestre samt måden arbejdet er organiseret på. Viden fra læremestrene formidles gennem (kropslige) instrukser og attituder (både verbale og nonverbale).
Læring i praktik knytter sig tæt til det man kalder mesterlære. Begrebet mesterlære betegner det forhold, at en lærling lærer sig en kunst, et fag eller et håndværk i henhold til en lovmæssig kontrakt, der definerer forhold mellem mester og læring samt forholdets varighed og betingelse.